# キリスト教綱要

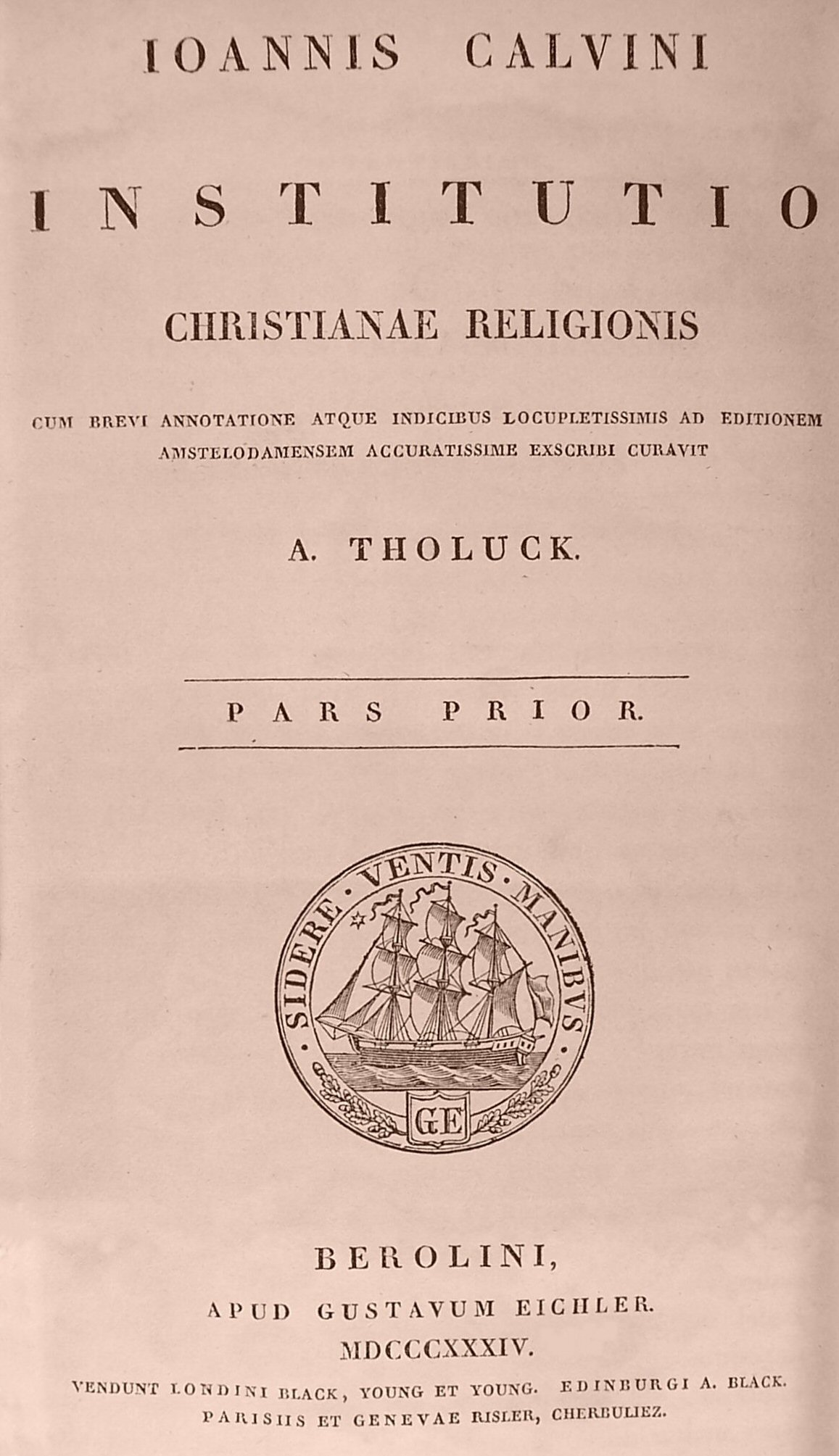
キリスト教綱要　1834年版

『キリスト教綱要』(キリストきょうこうよう、羅: Christianae Religionis Institutio)は、ジャン・カルヴァンの主著。
プロテスタント神学の最初の組織神学書である。1536年3月にバーゼルにおいてラテン語で執筆された。その後5度に渡って改訂増補され、1559年に出版された第5版が最終版となった。後世、この版をもって各国語に翻訳されてきたため決定版と呼ばれることもある。なお、初版本を除き、カルヴァンは『綱要』ラテン語版を出版すると必ずその後フランス語版を出版した。最終版のフランス語版は1560年に出版されている。

## 概要
『綱要』初版の序文にはプロテスタントを迫害したフランソワ1世への献呈の辞が長文で現されている。初版本では、最初はロマ書講解の形をとっていたが、やがて、十戒、使徒信条、主の祈り、礼典、教会規定などの解説がつけられて、使徒信条の項目、神、キリスト、聖霊、教会などの主題にまとめられた。なおこの変化は、ルターの「小教理問答」の枠組みを借りて書き上げられた初版本が、その後カルヴァン独自の神学の形成に伴って次第に変化していったもので、喩えて言えば、ルター主義的な「律法から福音へ」が「福音から律法へ」と変化したことを示しているとされる。
カルヴァンが『綱要』を執筆した目的は聖書に対する神学的な手引きであり、特に、改革派教会の神学的基礎を記している。その中心的な思想は、「神の権威と聖書における唯一の啓示」の主張（一般に「神中心主義」としてまとめられる）である。
アリスター・マクグラスは、この本が「中世の聖書解釈の複雑な枠組みを必要ないものにしてしまった。」としている。
スタンフォード・リードは「クリスチャニティ・トゥディ」宗教改革記念号（1965年）の論文「ペンテコステ以後最大のリバイバル」で、宗教改革以後に宗教改革ほどのリバイバルが起っていないと指摘しており、その理由として宗教改革の中心には教理があり、宗教改革の前進に強く作用したのは『キリスト教綱要』であったとしている。

## 総項目

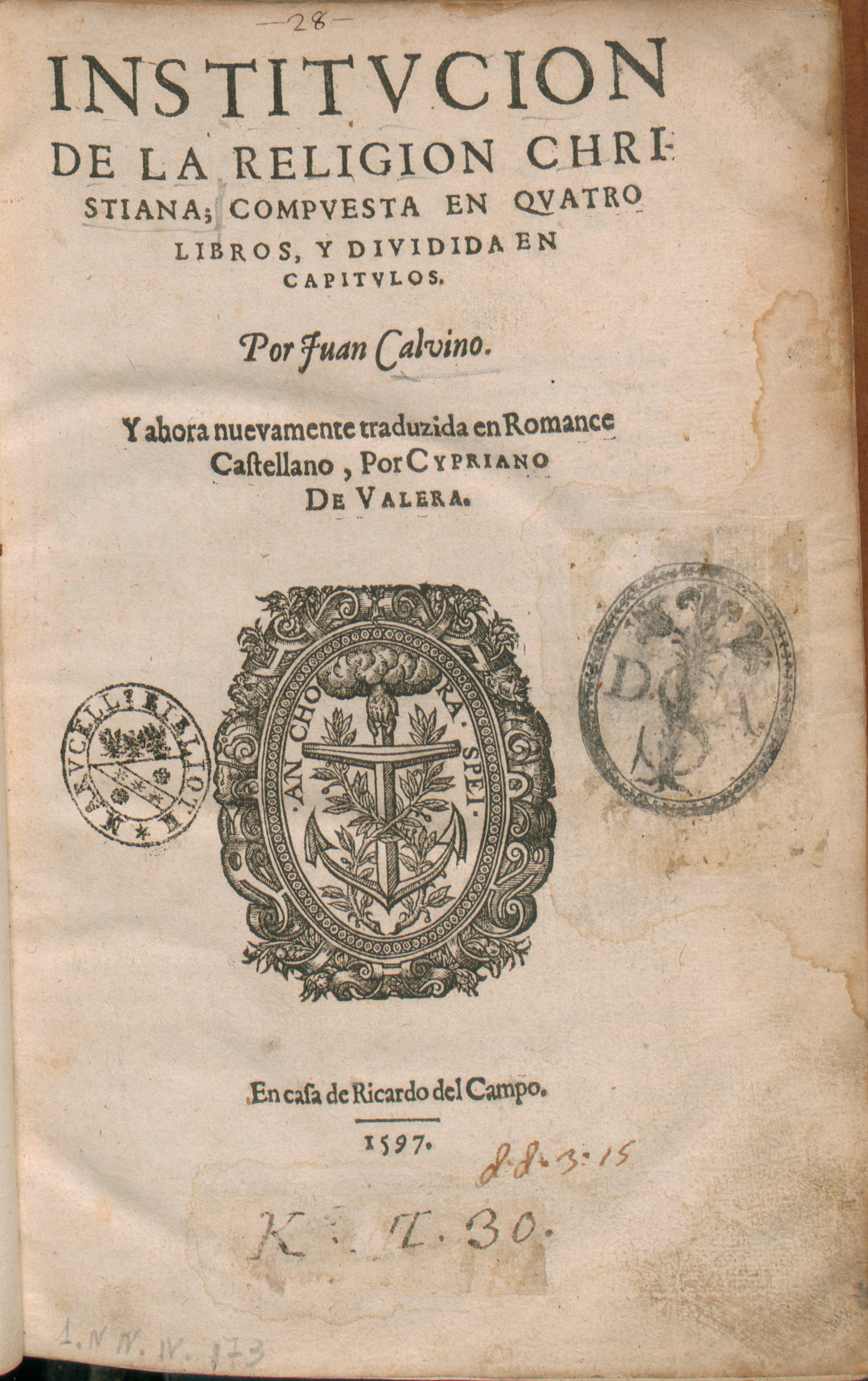
Institutio christianae religionis, 1597

### 第一篇
創造主なる神に関する認識について
- 第1章　神に関する知識と我々人間に関する知識とは相結合している、而して如何ように相互に関連しているか
- 第2章　神を認識するとは如何なることか、また神に就いての認識は如何なる目的を目指すか
- 第3章　人間の精神に賦与せられているところの、神に就いての知識
- 第4章　一部分は無知の為に、一部分は邪悪の為に、あるいは窒息せしめられ、あるいは壊敗せしめられたる、神に就いての知識
- 第5章　世界の構造とその不断の統治とのうちに明白であるところの、神に就いての知識
- 第6章　創造主なる神に到達するために、導者（導き手）および師伝（聖伝）として聖書が必要である
- 第7章　聖書の権威を確立するため、聖書の神性視に、すなわち聖霊の証しが必要である。而して聖書の信憑が教会の判定によるとは、不虔なる虚構であること
- 第8章　聖書に対する信仰を、理性の堪える限りに於いて、充分堅固に証明すること
- 第9章　敬虔の一切の原理は、聖書を貶価して啓示へと馳せ行く狂信者達によって、覆される
- 第10章　聖書は、一切の迷信を矯正していることによって、真の神をば、異邦人らの神々に全然対置せしめている
- 第11章　神に可視的形体を帰することは冒涜である、且つ如何なる偶像でもを樹（た）てることは、凡て、まことの神からの背叛である
- 第12章　ただ神のみが徹底的に礼拝され給わんがために、神が偶像より区別せらるべきこと
- 第13章　三位を自身のうちに包容せる神の本質の一体、此の事は創造の時よりして聖書のうちに述べられている
- 第14章　実に世界及び万物の創造そのものに於いて、聖書は、或る標識によって真の神を虚構的神々から区別する
- 第15章　如何にして人間は創造されたか。茲に霊魂の機能に就いて、神の像、自由意志、人間性の原初的純潔に就いて、論ぜられる
- 第16章　神によって造られた世界を神は己が能力によって撫育し且つ加護し給う、また其の各部分を己が摂理にて治め給う
- 第17章　此の教理は、我々に対して其の効用を確立するが為に、如何ように且つ如何なる目的に関係づけらるべきか
- 第18章　主は不虔なる者らの業を利用し、而して彼らの心をして彼の審判を遂行するように傾けしめ給う、而も彼の純潔は一切の汚濁なきものとして残る

### 第二篇
最初律法の下に父祖たちに、次いでまた福音に於いて我々に明らかにせられたる、キリストに於ける贖い主としての神に関する認識に就いて
- 第1章　アダムの堕落と背叛とによって全人類は呪詛を被らされ、而して最初の原位から堕するに至った。原罪に就いて
- 第2章　人間は、現在、自由意志を剥奪されており、かつ悲惨なる隷属に帰せしめられている
- 第3章　人間の腐敗せる性質より生ずるものにして罪すべからざるものとては一も無きこと
- 第4章　如何ように神は人間の心情のうちに働き給うか
- 第5章　自由意志の弁護として齎されるのを常とする諸抗論の反駁
- 第6章　亡滅の人間に対する贖いはキリストのうちに探求せらるべきである
- 第7章　律法が与えられたのは、古の人民を彼ら自身に於いて止め置くが為に非ずして、キリストに於ける救いの希望を涵養して、キリストの来臨の時までに及ぶ為であった
- 第8章　道徳的律法の解明
- 第9章　キリストは、律法の下にユダヤ人に知られ給うたが、然し福音に於いてのみ顕示され給うたのである
- 第10章　旧新約書の類似について
- 第11章　両約書の相違について
- 第12章　キリストは仲保者の任務を果たす為に、人と成ることを要し給うた
- 第13章　キリストは人間の肉の真の本体を纏い給うた
- 第14章　如何に二つの性質が中保者の人格を構成するか
- 第15章　キリストが如何なる使命を父より受け給うたか、また何を我々に附与し給うとかを我々は知る為に、キリストのうちに主要なる三つの職務、即ち、預言者、王及び祭司としての職務を、見るべきである
- 第16章　我々の救いを獲得する為に如何ように贖主の職分をキリストは果たし給うたか、其の為に彼の死と復活と昇天とが行われたのである
- 第17章　キリストは我々の為に神の恩寵と救いとを齎す功績を有し給うたと正当に、また当然に、云い得られる

### 第三篇
キリストの恩寵を受くる様式、及び其の恩寵より我々の為に生ずる結果、並びに其に随伴する効果に就いて
- 第1章　御霊の隠れたる働きによってキリストが我々の益と成り給うことに就いての所言
- 第2章　信仰に就いて。その定義を立て、且つ如何なる特質を有するかを説明する
- 第3章　信仰によって我々が更生せしめられること。また改悔に就いて
- 第4章　詭弁者たちが彼らの学堂に於いて凡そ改悔に就いて饒舌していることは福音の純真より如何に遥かに遠ざかっているか。茲に告白と贖罪とに就いて論ぜらる
- 第5章　償罪に彼らが附加する補足、即ち赦罪券と煉獄に就いて
- 第6章　キリスト教徒の生活に就いて、且つ第一に、此に関する聖書の論述と奨励
- 第7章　キリスト教的生活の活用。自己拒否について
- 第8章　克己の一部分であるところの、十字架を負うことに就いて
- 第9章　来世に就いての冥想
- 第10章　現世と其の効用とを如何に用ゆべきか
- 第11章　信仰の義認に就いて、而して第一に、其の名と事実との定義に就いて
- 第12章　恩恵的義認を真面目に我々が確信する為に、神の法廷に留意すべきである
- 第13章　恩恵的義認に於いて注意せらるべき二つの点
- 第14章　義認の始原と其の継続的進行
- 第15章　行為の功績を揚言することは、義の賦与に対しての神への讃美、並びに救いの確かさを覆すものである
- 第16章　此の教理に対して教皇派の者らが憎悪を負わせようとする誹謗に対する反駁
- 第17章　律法の約束と福音の約束との一致
- 第18章　行為の義を報酬に基づいて断定するは不当である
- 第19章　キリスト教的自由に就いて
- 第20章　信者の主要な修練であり、また神の慈恵を日々我々が受ける道であるところの祈祷に就いて
- 第21章　神が或る者らを救いに、或る者らを亡滅に、予定し給うた永遠の選びに就いて
- 第22章　予定説の確証としての聖書の諸証言
- 第23章　此の教理に常に不当に加えられる誹謗に対する反駁
- 第24章　選びは神の召命によって准允される。然るに擯斥（ひんせき）された者らは、其の定められたる正当な亡滅を、彼ら自身に招致する
- 第25章　最後の復活に就いて

### 第四篇
神が我々をキリストとの交わりに招き、其うちに留めおき給う外部的手段或は援助に就いて
- 第1章　真の教会は、凡ての敬虔者たちの母であるが故に、我々は此との一致を涵養すべきであると云うことに就いて
- 第2章　偽りの教会と真の教会との比較
- 第3章　教会の教師達と教職者達、其の選定と任務とに就いて
- 第4章　古代教会の状態に就いて、及び教皇制以前に行われし統治の方式に就いて
- 第5章　統治の古代的形式は、教皇制の専制政治によって全然覆された
- 第6章　ロマ的座所の首位性に就いて
- 第7章　ロマ教皇制の起源と成長、及び遂に教会の自由を抑圧し、一切の制度を覆すまでの高度に登昂したことに就いて
- 第8章　信仰の教義に関しての教会の権能に就いて。また教皇制に於いて無拘束的放縦の為に如何に教理の一切の純粋性が潰敗にまで導かれたか
- 第9章　会議、及び其の権能に就いて
- 第10章　教皇が其の一味の者らと共に、人間の霊魂に極めて残忍なる専制を揮いし法律制定権に就いて
- 第11章　教会的司法権、並びに教皇制に於いて見らるる其の乱用に就いて
- 第12章　教会の規律に就いて。譴責と破門とに於ける其の主要効用
- 第13章　誓約に就いて。凡そ軽率なる宣誓の齎す悲惨に就いて
- 第14章　聖礼典に就いて
- 第15章　バプテスマに就いて
- 第16章　幼児バプテスマがキリストの制定及び記号の性質と極めて善く一致すること
- 第17章　キリストの聖晩餐、及び其が我々に賦与するものに就いて
- 第18章　教皇的弥撒（ミサ）に就いて。此の瀆神によってキリストの晩餐はただに汚されたのみでなく、無に帰せしめられた
- 第19章　偽称の五つの聖礼典に就いて。即ち今日まで一般的に聖礼典と為された自餘の五つの聖礼典が聖礼典に非ざることを宣明し、其らの聖礼典の如何なるものであるかを証示する
- 第20章　政治的統治に就いて

## 日本語訳
- 『キリスト教綱要』全3巻、中山昌樹訳、新生堂、1934年、新教出版社、1949年
- 『キリスト教綱要 最終版（第5版）』全7巻、渡辺信夫訳、「著作集」新教出版社、1962年。改訳版2007年-2009年
- 『キリスト教綱要 初版（1536年版）』久米あつみ訳、「宗教改革著作集9」教文館、2000年
- 『キリスト教綱要 初版』深井智朗訳、講談社学術文庫、2025年。電子書籍も刊